# Fässbergs IF
Fässbergs Idrottsförening, Fässbergs IF, är en svensk fotbollsklubb från Mölndal, bildad 1916. Klubben blev svenska mästare 1924 och återfinns säsongen 2024 i division IV.

## Historik
Klubben bildades den 24 april 1916 genom sammanslagning av de dåvarande klubbarna Krokslätts IK, Mölndals IS och IK Celtic. År 1921 vann man västsvenska serien med en skyttekung, Erik Stenberg, som skall ha gjort 38 mål.[källa behövs]
År 1924 blev laget svenska mästare efter att ha vunnit över IK Sirius med 5–0 i finalen. Finalmatchen kunde på grund av svåra regn under hösten 1924 inte spelas förrän på våren 1925. Bland mästarna märks Herbert Samuelsson, Ernst Östlund och Erik Hysén, samtliga senare i IFK Göteborg. Detta år var näst sista gången som SM avgjordes i cupform, och de flesta av de större klubbarna hade redan valt bort svenska mästerskapet till förmån för seriespelet. Fässberg hade även genom seger i västsvenska serien kvalificerat sig till den första upplagan av allsvenskan som startade hösten 1924, men fick först sin hemmaarena underkänd för allsvenskt spel. Efter protest fick man upprättelse i denna fråga av Svenska fotbollförbundet, men i stället krävdes man på en ekonomisk garanti på 8 000 kronor, pengar som inte stod att få tag i. Klubbens allsvenska plats gick därmed till Landskrona BoIS; i efterhand ses båda dessa krav på klubben som en efterhandskonstruktion för att få ett tredje skånskt lag till allsvenskan i stället för ett fjärde från Göteborgsområdet. Då klubben inte fick spela i allsvenskan fick den problem med att behålla sina spelare, av vilka bland annat Filip Johansson gick till IFK Göteborg och Knut Andersson till Örgryte IS.
År 1934 förlorade Fässberg det allsvenska kvalet mot Landskrona BoIS.[källa behövs] Efter detta har klubben som bäst legat i division 2. Klubben har spelat 19 säsonger i näst högsta divisionen, och 18 säsonger i den tredje högsta divisionen.
Som främsta meriter har föreningens ungdomsverksamhet 5 medaljer i Gothia Cups A-slutspel: 1 guld 2012 i B18 -klassen, samt 1 silver och 3 brons. Fässbergs handikappsektion har också meriter från Gothia Cup och Kim Källström Trophy: 4 guld (2012, 2014, 2015, 2016) och 1 silver.

## Verksamhet
Fässberg arbetar med en egenutvecklad spelarutbildningsplan och strävar efter att spela en bollförande fotboll med stor inriktning på anfallsspel. Detta gav 2010-2012 gott resultat då föreningens pojkar födda 1994 nådde långt i både serier och cuper.[källa behövs] Flertalet av dessa 94:or kom sedan att representera föreningens seniorlag 2010 och framåt, med en stor framgång 2012 då man trots svaga resurser och det unga spelarmaterialet lyckades ta en fjärdeplats i division II Västra Götaland. 2011 blev klubbens P94:or svenska mästare i futsal, en bedrift som upprepades 2015 av föreningens P98:or. Hösten 2012 såldes Simon och Samuel Gustafson till BK Häcken. Därefter har utvecklingen för seniorlaget varit negativ med fyra degraderingar i följd 2013-2016. Fram till 2023 spelade A-laget i division 5 men inför 2024 upp till division 4. 

## Andra sporter
Fässbergs IF har tidigare även spelat bandy, men bandysektionen knoppades av i slutet av 1960-talet för att slås ihop med andra lokala bandyklubbar. Den sammanslagna föreningen heter numera Mölndal Bandy.

## Meriter

### Meriter seniorlaget
- 1 - Svenska Mästare 1924

### Meriter ungdomsverksamheten & handikappsektionen
- 3 - Gothia Cup mästare - B18 2012, Handikapp Division C 2012, 2014
- 2 - Gothia Cup silver -  B16, 2010, Handikapp Division C, 2013
- 3 - Gothia Cup brons -  B16 2011, B18 2003, B11 1996
- 2 - Svenska Mästare Futsal 2011, 2015 (P17)

## Kända spelare
- Filip "Svarte-Filip" Johansson
- Bengt "Tjabben" Holmström
- Hegardt Andersson
- Ebbe Jonsson
- Sonny Karlsson
- Simon Gustafson
- Samuel Gustafson
- Linus Bördin